# Geely
Zhejiang Geely Holding Group Co., Ltd. (на китайски: 浙江吉利控股集团有限公司), широко известна като Geely, е китайска транснационална автомобилна компания със седалище в Ханджоу, Джъдзян. Компанията е собственост на китайския предприемач Ли Шуфу. Основана е през 1986 г. и навлиза в автомобилната индустрия през 1997 г. с дъщерното си дружество Geely Auto. Geely Auto е седмият по големина производител на автомобили в Китай с продажби от 1,328 милиона в страната през 2021 г. В световен мащаб групата е продала повече от 2,2 милиона превозни средства през 2021 г. и повече от 17 926 електрически превозни средства (със зареждане от мрежа) през януари 2022 г.
Компанията произвежда и продава автомобили под собствени марки като Geely Auto, Geometry, Livan и Zeekr, както и на чуждестранни филиали като Volvo Cars, Polestar, Lynk & Co, Proton и Lotus, както и търговски превозни средства от марките London EV Company, Ouling Auto и Farizon Auto. Тя също така произвежда електрически превозни средства от някои от вече изброени марки и мотоциклети чрез дъщерните си дружества Zhejiang Geely Ming Industrial (марки Jiming и Geely), Qianjiang Motorcycle (марки QJMotor и Keeway) и Benelli. През септември 2022 г. групата придоби 7,6% дял в Aston Martin Lagonda Global Holdings plc, британската луксозна марка спортни автомобили на Aston Martin.
Фонетичната транслитерация на собственото название на компанията 吉利 (пинин: Jílì) е джили или дзили, което на китайски език означава „благоприятен“ или „удачен“.
Zhejiang Geely Holding Group вече произвежда свои собствени автомобили, преди да придобие шведския производител на леки автомобили Volvo Cars от Ford Motor Company през 2010 г. През 2013 г. завършва придобиването на британския производител на таксита London Electric Vehicle Company [24] и придобива мажоритарен дял в британския производител на спортни автомобили Lotus Cars през 2017 г.
Бизнесът на компанията е разделен на пет подгрупи: Geely Auto Group, която включва марките Geely Auto, Lynk & Co, Proton Holdings и Lotus; Volvo Car Group, която включва марките Volvo Cars и Polestar; Geely New Energy Commercial Vehicle Group, която включва марките London Electric Vehicle Company и Yuan Cheng (Farizon); Geely Group (нов бизнес), която включва марките Caocao, Terrafugia, Qianjiang Motorcycle, Joma и други нови бизнеси; и Mitime Group (铭泰集团), която включва образователни институции на Geely, моторни спортове и туристически бизнес; Компанията има глобални операции, обхващащи веригата на създаване на стойност в автомобилната промишленост – от изследване, развитие и проектиране до производство, продажби и обслужване.
Geely Automobile Holdings Ltd (吉利汽车; Jílì Qìchē) (SEHK: 175), дъщерно дружество на Zhejiang Geely Holding Group, е регистрирано на Хонконгската фондова борса. На 13 февруари 2017 г. то става компонент на индекса Hang Seng.